# Aleksandr Afinogienow
Aleksandr Nikołajewicz Afinogienow (ros. Александр Николаевич Афиногенов; ur. 1904, zm. 1941) – był dramatopisarzem, reżyserem teatralnym i teoretykiem dramatu.
Pisał przeważnie dramaty psychologiczne, choć w jego dziełach można znaleźć dramaty o problematyce społecznej oraz politycznej, a także komedie liryczne. Należał do Proletkultu, a następnie przeszedł do Rosyjskiego Stowarzyszenia Pisarzy Proletariackich, gdzie kierował sekcją teoretyków dramatu. 

## Największe dzieła
- Dziwak (dramat psychologiczny) (1929)
- Strach (problematyka społeczno-polityczna) (1930)